# Nachtmahr
Nachtmahr è una one man band industrial/EBM austriaca fondata nel 2007 da Thomas Rainer.

## Storia
Nachtmahr esordì nel 2007 con la demo Kunst ist krieg ("l'arte è guerra") da cui venne estratto il singolo Boomboomboom, grazie al quale Rainer acquisì rapidamente popolarità nell'ambiente tedesco industrial e techno.
L'anno successivo uscì il primo album completo Feuer Frei. Come accadde per la demo, fu estratto nuovamente un singolo, Katharsis, che consentì all'album di rimanere nella top 10 della classifica del Deutsche Alternative Charts per oltre sei settimane.
Mentre la rivista musicale tedesca Orkus identificò Feuer frei come "il nuovo standard per il genere techno industrial", alcuni critici sottolinearono l'assenza di originalità e l'eccessiva ripetività di alcuni brani.
Nel 2009 venne pubblicato il secondo album Alle Lust Will Ewigkeit, da cui venne estratto il singolo Tanzdiktator. Entrambi raggiunsero la posizione nº1 della top ten DAC poco dopo l'uscita.
Nel 2010 venne inciso Semper Fidelis, accolto per lo più favorevolmente dalla critica tedesca ed austriaca. Nel 2011 ebbe luogo il tour europeo promozionale che raggiunse Australia, Regno Unito e Irlanda. Durante il tour Rainer optò per l'impiego di svariati turnisti che lo accompagnassero e lo assistessero durante le esibizioni.
Nel 2012 uscì il quarto lavoro, Veni Vidi Vici.
Nel 2014 uscì il quinto lavoro, Feindbild.
Nel 2016 uscì il sesto lavoro, Kampfbereit.
Nel 2019 uscì il settimo lavoro, Antithese.
Nel 2020 uscì il ottavo lavoro, Flamme.
Nel 2021 uscì il nono lavoro, Stellungskrieg.

## Controversie
Al Kinetik Festival del 2012 svoltosi a Montréal, Canada, Nachtmahr venne aspramente criticato dal gruppo industrial Ad-ver-sary per la "presenza di messaggi di carattere sessista, razzista e misogino" all'interno della sua musica e del materiale pubblicitario.

## Componenti
- Thomas Rainer - Sintetizzatori, voce

## Discografia

### Album Studio
- Feuer Frei (2008)
- Alle Lust Will Ewigkeit (2009)
- Semper Fidelis (2010)
- Veni Vidi Vici (2012)
- Feindbild (2014)
- Kampfbereit (2016)
- Antithese (2019)
- Flamme (2020)
- Stellungskrieg (2021)

### Demo,Singoli, EP & Compilations
- Kunst Ist Krieg (2007)
- Katharsis (2008)
- Mädchen In Uniform (2010)
- Can You Feel The Beat? (2011)
- Unbeugsam (2017) Compilation
- Widerstand (2018)
- Gehorsam (2018)
- Funke (2020)
- Beweg dich! (2021)